# さらば、佳き日
『さらば、佳き日』（さらばよきひ）は、茜田千による日本の漫画作品。『COMIC it』（KADOKAWA）Vol.1にて連載を開始し、vol.24まで掲載。その後は『pixivコミック』などで連載していた。2019年5月、『月刊コミック電撃大王』（同社）に移籍し、2019年7月号から2023年1月号まで連載された。
実の兄妹でありながら一つ屋根の下で夫婦生活を営む広瀬桂一（ひろせけいいち）と広瀬晃（ひろせあきら）を中心に物語が展開する。第一話は「新婚」を迎えたばかりの二人の様子が語られるが、続く第二話ではそれより前の、兄妹の過去の話へと時間軸が移動する。主人公の二人だけではなく、兄妹周辺の人物との関係性の描写にも力が注がれており、仕事一筋の母親、カミングアウトを行った男性同性愛者の友人、職場の同僚など、様々な人物と交流し、兄妹で恋愛関係を築くという特殊な状況でありながら社会と関わりを持つ様子が描かれる。
本作は兄妹間の恋愛を「禁断の愛」としてセンセーショナルに描かないことが特徴であり、つがいのような穏やかかつ愛情溢れる関係として描かれている。
2023年6月より、テレビ東京系列にてテレビドラマが放送された。

## 制作背景
茜田は、SNSなどで「兄妹で暮らしているけど、夫婦と思われている」という話を目にしたことがきっかけで本作を着想した。著作家の園田菜々は、この作品は「禁断の愛」と呼ぶのが恥ずかしくなってくるくらい兄妹がお互いを思い合う姿が自然であり、本作を読む前は「家族に恋愛感情を抱くのは不自然だ」と思っていたが、本当にそうなのだろうかと思ったと述べている。

## 登場人物
広瀬 桂一（ひろせ けいいち）
晃の兄。絵本の出版社で働いている。妹である晃と同居し、表向きは新婚夫婦として暮らしている。
広瀬 晃（ひろせ あきら）
桂一の妹。保育士として働いている。しっかり者で、ドジな兄をサポートすることが多い。

## 書誌情報
- 茜田千 『さらば、佳き日』 KADOKAWA〈it COMICS〉、全8巻
  1. 2016年1月15日発売[10]、ISBN 978-4-04-865605-4
  2. 2016年3月15日発売[11]、ISBN 978-4-04-865858-4
  3. 2016年12月15日発売[12]、ISBN 978-4-04-892551-8
  4. 2017年12月15日発売[13]、ISBN 978-4-04-893556-2
  5. 2019年2月15日発売[14]、ISBN 978-4-04-912249-7
  6. 2020年9月14日発売[15]、ISBN 978-4-04-913289-2
  7. 2021年12月15日発売[16]、ISBN 978-4-04-914180-1
  8. 2023年2月15日発売[17]、ISBN 978-4-04-914902-9

## テレビドラマ
2023年6月12日から7月31日まで、テレビ東京系列の「ドラマプレミア23」枠にて放送された。主演は山下美月と鈴木仁。

### キャスト

#### 主要人物
広瀬晃（ひろせ あきら）
演 - 山下美月（幼少期：和智柚葉）
桂一の妹。保育士として働いている。しっかり者で、ドジな兄をサポートすることが多い。
広瀬桂一（ひろせ けいいち）
演 - 鈴木仁（幼少期：栗原斗蒼）
晃の兄。絵本の出版社で働いている。妹である晃と同居し、表向きは新婚夫婦として暮らしている。

#### 周辺人物
森珠希
演 - 加藤小夏（幼少期：木下穂乃花）
晃の親友。
牧嶋剛
演 - 伊藤あさひ
桂一の友人で珠希の幼なじみ。同性愛者。
広瀬奈緒美
演 - 小沢真珠
晃と桂一の母。
森恭一
演 - 姜暢雄
珠希の父。心配性。
岡田敦子
演 - 高月彩良
桂一の大学で演劇サークルの仲間。
西田亮太
演 - 金子隼也（第4話・第6話）
剛の会社の後輩。
山田伝二
演 - 勝村政信（第5話 - ）
出版社「月虹社」の編集長で、民宿「伝屋」の経営者。
山田桃子
演 - 中島ひろ子（第5話 - ）
伝二の妻。
帆奈（ハンナ）
演 - 谷まりあ（第6話 - ）
伝二の紹介により桂一と知り合いとなる画家、絵本作家。

#### ゲスト

##### 第1話
阪本あゆみ
演 - 藤江萌

##### 第2話
松本大輝
演 - 松大航也（第5話・第6話）

近藤修二
演 - イジリー岡田

今井慎太郎
演 - 眞嶋秀斗

##### 第3話
柳沢智也
演 - 青木瞭（第4話・第5話）

##### 第4話
鶴村かおり
演 - 太田奈緒（第5話）

佐々木幸樹
演 - 山崎裕太

黒川友則
演 - 近藤雄介

### スタッフ
- 原作 - 茜田千『さらば、佳き日』（it COMICS / KADOKAWA刊）[7]
- 脚本 - 川﨑いづみ[7]
- オープニングテーマ - 珀「糠星の備忘録」（avex trax）[19]
- エンディングテーマ - 泡く、脆く。「昨日の僕より君を唄う」（FAVES）[22]
- 監督 - 柴山健次、祖山聡、坂梨有剋[7]
- 助監督 - 吉田尅隻
- チーフプロデューサー - 大和健太郎（テレビ東京）[7]
- プロデューサー - 中島叶（テレビ東京）、祖山聡（PROTX）、難波裕介（PROTX）[7]
- 撮影 - 篠田力
- 照明 - 渡辺大介
- 録音 - 川井崇満、伊藤裕規、西正義
- 編集 - 細野優理子、安田多希
- PR編集 - 村越徹
- カラリスト - 芳賀脩
- VFX - 大江毅
- MA - 岩丸恒
- 音楽 - 山田航平
- 美術 - 小野清菜
- 装飾 - 佐藤孝宏
- アクション - 深作覚
- スタイリスト - 後原利基
- ヘアメイクディレクター -  反町雄一
- メイク -  津上淳子
- 制作 - テレビ東京、PROTX[7]
- 製作著作 - 「さらば、佳き日」製作委員会[7]

### 放送日程
| 話数   | 放送日  | サブタイトル                 | 監督     |
| ------ | ------- | ---------------------------- | -------- |
| 第1話  | 6月12日 | いつかもっと好きな人が現れる | 柴山健次 |
| 第2話  | 6月19日 | 一番怖いものはもっと別のこと | 柴山健次 |
| 第3話  | 6月26日 | 嘘つくとき君は笑うんだ       | 祖山聡   |
| 第4話  | 7月03日 | 赤の他人になんてなれないから | 坂梨有剋 |
| 第5話  | 7月10日 | 兄と妹に戻るのなら           | 柴山健次 |
| 第6話  | 7月17日 | 俺の嫁さんは                 | 祖山聡   |
| 第7話  | 7月24日 | あんたはどこにも行かないよね | 坂梨有剋 |
| 最終話 | 7月31日 | さらば、佳き日               | 柴山健次 |

### 放送局
| 放送期間                | 放送時間           | 放送局         | 対象地域       | 備考     |
| ----------------------- | ------------------ | -------------- | -------------- | -------- |
| 2023年6月12日 - 7月31日 | 月曜 23:06 - 23:55 | テレビ東京     | 関東広域圏     | 製作局   |
|                         |                    | テレビ北海道   | 北海道         |          |
|                         |                    | テレビ愛知     | 愛知県         |          |
|                         |                    | テレビ大阪     | 大阪府         |          |
|                         |                    | テレビせとうち | 岡山県・香川県 |          |
|                         |                    | TVQ九州放送    | 福岡県         |          |
|                         |                    | 岐阜放送       | 岐阜県         |          |
|                         |                    | びわ湖放送     | 滋賀県         | [ 注 1 ] |
|                         |                    | 奈良テレビ     | 奈良県         | [ 注 2 ] |
|                         |                    | テレビ和歌山   | 和歌山県       |          |

| テレビ東京系列 ドラマプレミア23          | テレビ東京系列 ドラマプレミア23            | テレビ東京系列 ドラマプレミア23           |
| 前番組                                   | 番組名                                     | 次番組                                    |
| ---------------------------------------- | ------------------------------------------ | ----------------------------------------- |
| かしましめし （2023年4月10日 - 5月29日） | さらば、佳き日 （2023年6月12日 - 7月31日） | やわ男とカタ子 （2023年8月7日 - 9月25日） |